# كلاتة ميرزا (درميان)
کلاتة میرزا (بالفارسية: کلاته میرزا) هي مستوطنة تقع في إيران في قسم درمیان الريفي. يقدر عدد سكانها بـ 0 نسمة بحسب إحصاء 2016.